# التعليمات ليست موجودة
التعليمات ليست موجودة (بالإسبانية: No se aceptan devoluciones)‏ هو فيلم كوميديا دراما مكسيكي من تأليف وإخراج وبطولة اوخينيو ديربيز شاركه في البطولة هوغو ستيغليتز وأليساندرا روزالدو.صدر الفيلم في 20 سبتمبر 2013.

## روابط خارجية
التعليمات ليست موجودة على موقع IMDb (الإنجليزية)
- التعليمات ليست موجودة على موقع ميتاكريتيك (الإنجليزية)
- التعليمات ليست موجودة على موقع روتن توميتوز (الإنجليزية)
- التعليمات ليست موجودة على موقع قاعدة بيانات الأفلام العربية
- التعليمات ليست موجودة على موقع ألو سيني (الفرنسية)
- التعليمات ليست موجودة على موقع بوكس أوفيس موجو (الإنجليزية)
- التعليمات ليست موجودة على موقع فيلمافينيتي (الإسبانية)
- التعليمات ليست موجودة على موقع قاعدة بيانات الأفلام السويدية (السويدية)
- التعليمات ليست موجودة على موقع قاعدة بيانات الفيلم (الإنجليزية)
- التعليمات ليست موجودة على موقع ليتربوكسد (الإنجليزية)